# ミラ (恒星)

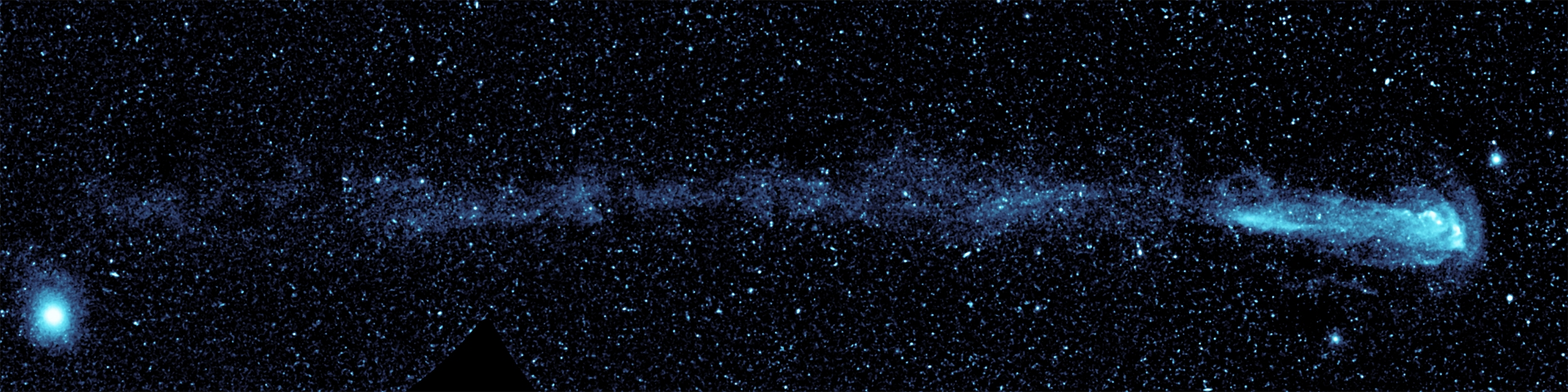
紫外線で撮影されたミラの「尾」。

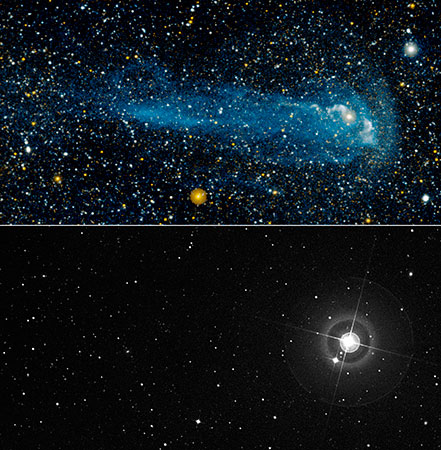
紫外線と可視光で撮影されたミラ。

ミラ（Mira）は、くじら座のο（オミクロン）星（ο Ceti）である。非常に有名な脈動変光星の1つで、ミラ型変光星の代表とされる。2.0等と10.1等の間を約332日の周期で変光するが、極大等級も周期も必ず一定になるとは限らない。

## 性質
ミラは実視連星であり、赤色巨星の主星（ミラA）と伴星（ミラB）からなる。ミラAは赤色巨星の中でも恒星の一生の最終段階である漸近巨星分枝に属し、毎年2.5×10−7太陽質量の割合で質量を放出している。これは400万年で太陽一個分の質量を喪失するペースに相当する。ミラAは半径や温度が時間的に一定ではない上に球形から外れた引き延ばされた形をしているが、平均するとその半径は464±60太陽半径、有効温度は約2800ケルビンと見積もられる。ミラAが球形でない理由にはいくつかの説があり、赤色巨星自身の非対称な脈動、非対称に生じた塵、伴星ミラBの影響などが検討されている。
ミラAは他の脈動変光星と同様に、星が最も収縮した直後に明るさが極大となる性質を持つ。収縮時には恒星が高温となり、単位面積当たりの明るさが増すためである。膨張時には逆の現象が起きるのに加え、低温の恒星大気に光を遮る酸化チタンの雲が発生し、光度の低下に拍車を掛けていると考えられている。
ミラBも不規則に明るさを変化させる変光星であり、変光星名をくじら座 VZ星（VZ Cet）という。ミラBは降着円盤を伴う白色矮星だと考えられている。ミラを連星系として見た場合共生星に分類され、この種の天体としては最も太陽系に近い距離にあるものとされている。
ミラの後方には全長約13光年にわたって彗星の尾のような構造が延びている。これは脈動の過程で放出された恒星の外層部の残骸とみられる。通常、恒星から放出された物質は惑星状星雲になるか拡散して観測できなくなるが、ミラは周囲の星間物質に対して高速で移動しているため、特有の構造が形成されたと推定されている。

## ミラに関する年表

### 発見前
- 紀元前2世紀：カール・マニティウスによれば、ヒッパルコスの 「エウドクソスとアラトスの 『ファイノメナ』の注解書」 でミラについて言及している条項があるという。
- 紀元前134年頃：ミューラーとハルトヴィッヒによれば、ヒッパルコスはミラについて言及していたという。

何丙郁（Ho Peng-Yoke）によれば、この年にヒッパルコスが見た新星（プリニウスの 『博物誌』 など、通説ではさそり座に出現したとされる）がミラだったと主張している。ただ、この説だと前のマニティウスの主張と矛盾することになる。
- 紀元1世紀：ヨハン・バイエルによれば、くじら座の 「こぶ」 あるいは 「湾曲部」 に位置する星（ミラのこと）についてはヒュギヌスと無名の人物が言及しているという。
- 紀元前後：金井三男は 『聖書』 に登場するベツレヘムの星＝ミラ説を主張している。
- 1070年12月25日：何丙郁は、中国の文献に記録されている客星がミラだったと主張している。
- 1592年11月23日：何丙郁は、韓国の文献に記録されている客星がミラだったと主張している（何丙郁は日付を「11月28日」と誤っているという）。
- 1594年2月20日：何丙郁は、韓国の文献に記録されている客星がミラだったと主張している。

### 発見後
- 1596年8月13日：ダーヴィト・ファブリツィウスが水星の観測中に位置を確認するための星を探していて発見。ファブリツィウスは、この星を25年ほど前にカシオペヤ座に出現したものと同種の新星と考えた[7]。
- 1603年：ヨハン・バイエルがこの年に発行した星図 『ウラノメトリア』 には、変光しない4等星 「ο」 として記録された[7]。
- 1609年2月15日：ファブリツィウスが再発見[7]。
- 1638年：ヨハネス・ホルヴァルダ（英語版）がο星は新星ではなく周期的に変光する星だと考えた[7]。
- 1662年：ヨハネス・ヘヴェリウスが「不思議な星の小史」（Historiola Mirae Stellae）という論文を書いた[7]。
- 1667年：en:Ismaël Bullialdusがミラの変光周期は333日であると発表した[15]。
- 1779年：極大時に、アルデバランに匹敵する1等級（推定1.2等）に達した[11]。
- 1906年12月：極大時に2.1等に達した（一戸直蔵が記録）[11]。
- 1923年10月19日：アルフレッド・ハリソン・ジョイの分光観測による予測に基づき、ロバート・グラント・エイトケンが伴星ミラBを発見[16]。
- 2005年：アメリカのX線観測衛星チャンドラによってミラが撮影され、ミラAがX線アウトバーストを起こしていること、ミラAの物質がミラBに吸い寄せられていることが明らかになった[12]。
- 2007年2月17日：極大時に1.9等（平均等級では2.05等）に達した。これは、およそ百年ぶりの明るい増光であった[11]。
- 2007年8月：NASA の紫外線宇宙望遠鏡 GALEXがミラの後方に彗星の尾のような痕を発見した[14]。

ミラは、ファブリツィウスによって発見されて以来、長らく新星と考えられていた（数年後には再発見されていたのであるから、今でいう反復新星ということになる）ため、ロワーエの星図やヘヴェリウスの星表、フラムスティードの星表などではいずれも新星として扱われていた。18世紀の後半になって、『フラムスティード星図』 のパリ・第2版（1776年）で Variante、同パリ・第3版（1795年）で Changente と記されており、この頃には変光星として認知されていたと考えられる。

## 名称について

### 固有名
1662年に書かれたヘヴェリウスの著書「不思議な星の小史」 (Historiola Mirae Stellae) の表題から、ラテン語で 「不思議な」 を意味するミラ (Mira) という名前で呼ばれるようになった。実際にこの呼び名が使われたのはボーデによる 『フラムスティード星図』 のベルリン版（1782年）が最初である。2016年6月30日には、国際天文学連合の恒星の命名に関するワーキンググループ (Working Group on Star Names, WGSN) によって Mira が固有名として正式に承認された。
しばしば星座名を伴ってミラ・ケーティー（Mira Ceti）や「ミラ・ケチ」と呼ばれた。ミラは「くじら座の心臓」に当たるといわれるが、別名の Collum Cetiはラテン語で「くじら座の頚」を意味する。ヘヴェリウスは、1690年に出版した星表 Prodromus Astronomiae では Nova in Collo Ceti（くじら座の頚にある新星）と記している。

### 中国での扱い
ミラの中国の伝統的な天文学での扱いについてであるが、まず古くはミラ付近にあるくじら座のρ・εなどの6星で「蒭藁」（すうこう・まぐさの意味）という星官を構成していた。現在ではミラ自身も一応「蒭藁」に属するが、ミラは古くは中国の伝統的な天文学では扱われておらず、後にミラを含む5星が「蒭藁」に「増星」として追加され、ミラはその内の2番目であった。故にミラ自身は中国の伝統的な星座（星官）体系における星としての呼び名は「蒭藁増二」である。